# Алгинский район
Алгинский район (каз. Алға ауданы) — административно-территориальная единица второго уровня в Актюбинской области Казахстана. Административный центр района — город Алга.

## Физико-географическая характеристика
Район расположен на севере области. Граничит с Хромтауским, Мугалжарским, Темирским, Хобдинским и Мартукским районами, а также с территорией городской администрации Актобе.
Климат резко континентальный. Средние температуры января — −15…−16°С, июля — от 22…23°С. Среднегодовое количество осадков — 200—250 мм.
Рельеф — в основном возвышенно-равнинный с абсолютными высотами 200—400 м.
Почвы в основном чернозёмные и тёмно-каштановые с ковыльно-разнотравной и полынно-злаковой растительностью. В южной части района распространены солонцы и солончаки.
По территории района протекают реки Илек, Кара-Хобда, Сары-Хобда.
Район является самым плотнонаселённым из всех 12 районов Актюбинской области.

## История
5 июля 1933 года образован Ключевой район с районным центром в селе Ключевое.
1 октября 1938 года районный центр Ключевого района перенесён из села Ключевое в рабочий посёлок Алга.
2 января 1963 года Ключевой район переименован в Алгинский район.

## Население
Национальный состав (на начало 2019 года):
- казахи — 32 626 чел. (80,61 %)
- русские — 4 108 чел. (10,15 %)
- украинцы — 1 714 чел. (4,23 %)
- немцы — 439 чел. (1,08 %)
- татары — 316 чел. (0,78 %)
- болгары — 284 чел. (0,70 %)
- молдаване — 275 чел. (0,68 %)
- чеченцы — 153 чел. (0,38 %)
- азербайджанцы — 91 чел. (0,22 %)
- белорусы — 80 чел. (0,20 %)
- узбеки — 63 чел. (0,16 %)
- другие — 327 чел. (0,81 %)
- Всего — 40 476 чел. (100,00 %)

## Административно-территориальное деление
Алгинский район состоит из 12 сельских округов, в составе которых находится 29 сёл, и одного города районного значения:
| Округа                            | Площадь, км² | Население, чел. (2021 год) | Населённые пункты                              |
| Акайский сельский округ           | 659,06       | 705                        | село Акай, село Культабан                      |
| Алгинская городская администрация | 66,04        | 22 446                     | город Алга                                     |
| Бескоспинский сельский округ      | 727,79       | 1 666                      | село Есета батыра Кокиулы, село Кзылту         |
| Бестамакский сельский округ       | 372,33       | 4 217                      | село Бестамак, село Бескоспа                   |
| Карагашский сельский округ        | 509,55       | 1 236                      | село Самбай, село Нурбулак                     |
| Карабулакский сельский округ      | 505,56       | 576                        | село Карабулак, село Амангельды                |
| Каракобдинский сельский округ     | 465,38       | 609                        | село Карахобда, село Кумсай, село Ерназар      |
| Каракудыкский сельский округ      | 494,74       | 1 503                      | село Каракудык, село Тиккайын, село Коктогай   |
| Маржанбулакский сельский округ    | 643,33       | 3 732                      | село Маржанбулак, село Кайындысай              |
| Сарыкобдинский сельский округ     | 811,66       | 776                        | село Сарыхобда, село Болгарка                  |
| Тамдинский сельский округ         | 565,00       | 2 465                      | село Тамды, село Талдысай, село Еркинкуш       |
| Токмансайский сельский округ      | 1019,95      | 1 224                      | село Кайнар, село Токмансай, станция Токмансай |
| Ушкудыкский сельский округ        | 437,02       | 1 618                      | село Ушкудык, село Жеруйык, село Аксазды       |

## Экономика
В районом центре работал до конца 90-х годов химический завод, производивший фосфорные удобрения и микроудобрения из руд актобинского фосфоритоносного бассейна. С его банкротством социальная сфера в районе серьёзно пострадала. Восстановление жилого сектора началось только в 2001 году.